# Липоване

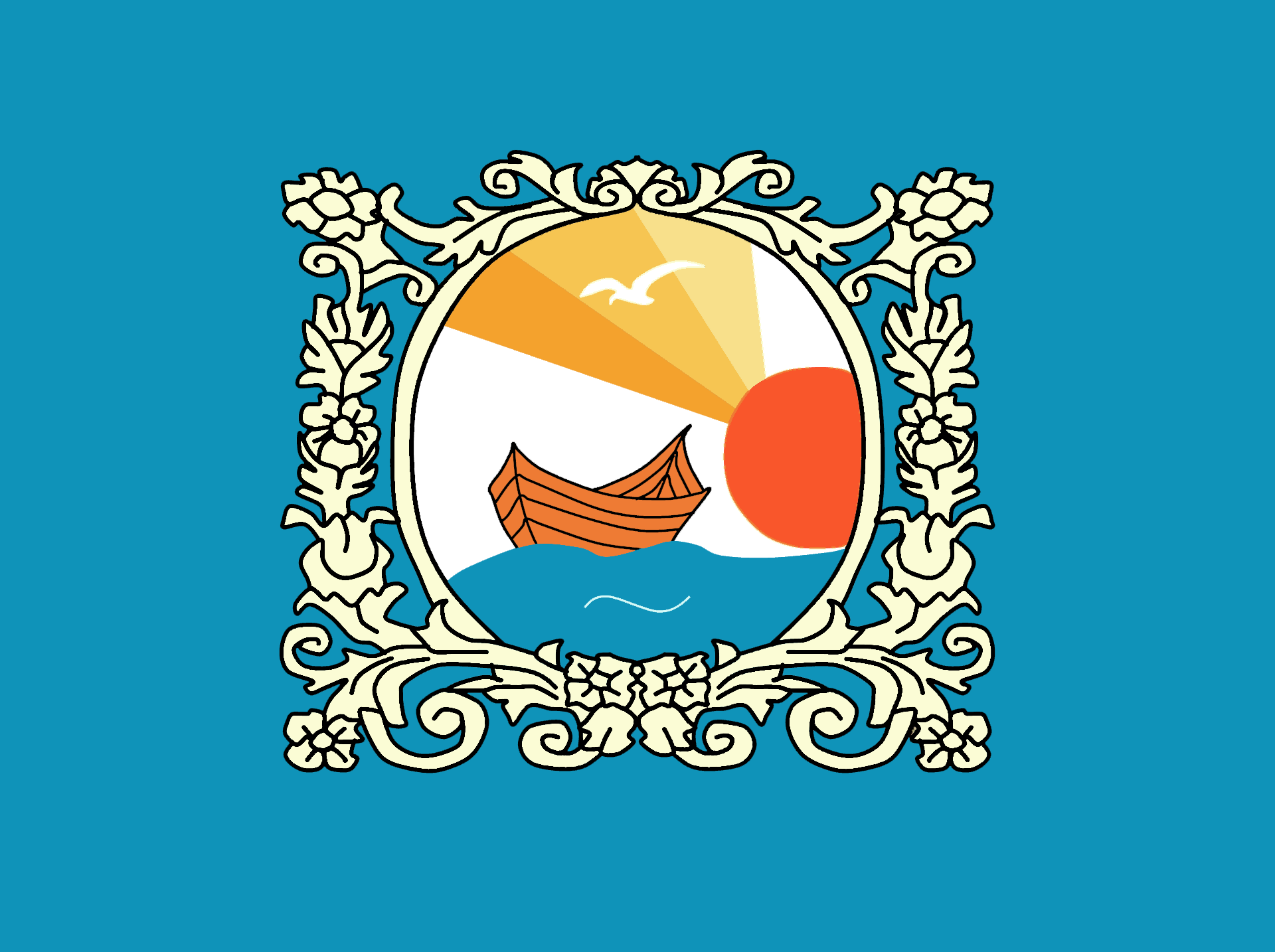
Флаг липован

Липова́не (рум. lipoveni, филипповцы, филиповцы, филиппоны, дунаки, пилипоны:204[уточнить]) — старообрядцы поповского направления и этнографическая группа русских. О происхождении данного названия существуют разные версии.

## История

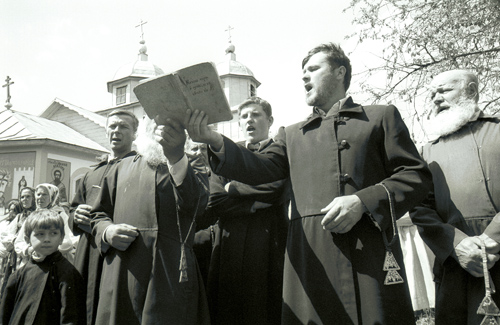
Липоване во время церковной церемонии в румынском селе Слава Черкесская. Фото Михаила Евстафьева

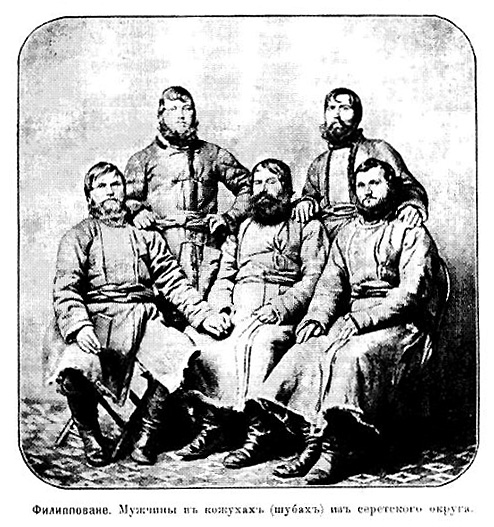
Буковинские липоване в конце XIX века

В конце XVII — начале XVIII веков после церковных реформ Никона старообрядцы переселились в будущую Буковину. Согласно одной из версий, название «липоване» происходит от искажённого слова «филиповцы», по другой — от липовых рощ, где липоване скрывались. Слово впервые встречается в австрийском документе от 1733 года. Позднее к липованам причислили оставшуюся в Румынии после переселений часть их единоверцев — казаков-некрасовцев.
Липоване изначально поселились во владениях Османской империи в месте под названием Соколицы, которое относилось к владениям Миток-Драгомирского монастыря. В 1743 году было основано селение Маноля (по-липовански — Маныловка, по-русски — Мануйловка), которое надолго стало духовным центром староверов. Однако во второй половине XVIII века некоторые жители переселились в Молдавское княжество. Территория, где жили липоване, под названием «Буковина» вошла в состав Габсбургской монархии в 1775 году. Сразу после этого, в 1777 году часть старообрядцев возвратилась в Соколицы. В 1783 году габсбургские власти предоставили старообрядцам Буковины ряд привилегий, в том числе освобождение от военной службы. Местные старообрядцы предпринимали неоднократные попытки создать свою церковную иерархию, в результате в 1846 году появилась Белокриницкая иерархия. Значительная часть старообрядцев осела в дельте Дуная и в области Добруджа. С 1878 года эти земли вошли в состав государства Румыния.
Во времена правления Чаушеску проводилась государственная политика принудительной ассимиляции липован — им давались румынские фамилии, обучение в школах проводилось только на румынском языке и так далее.
В настоящее время большинство липован проживает в Румынии (северо-западная Добруджа, жудецы Ботошани, Сучава, Яссы, Васлуй, Нямц, Бакэу, Галац, Брэила и, главным образом, в Тулче). Крупнейшие населённые пункты в Румынии с преимущественно липованским населением: Гиндерешть, Журиловка, Бретешть, Маноля, Липовень, Климэуць, Каркалиу, Сарикёй, Слава-Черкезе (Слава Черкесская), Слава-Русэ, Периправа, Сфиштофка (Свистовка), Мила 23. На Украине — Килия, Вилково, Измаил и окрестные сёла (Старая Некрасовка, Новая Некрасовка). Общины липован имеются также в некоторых городах Молдавии (Кишинёв, Кагул, Оргеев, Бельцы), есть преимущественно липованские сёла (Кунича, Покровка). Молдавские и многие румынские липоване двуязычны, свободно владеют русским и румынским языками, на Украине также украинским. Есть частично липованские сёла в Болгарии (сёла Казашко и Татарица).
В настоящее время в Румынии липован насчитывается 37 тысяч человек по официальным данным и 100 тысяч по неофициальным. В 1990 году в Бухаресте была основана «Община русских-липован», которая издаёт двуязычную газету «Зори-Zorile» и журнал «Китеж-град».

## Культура
Некоторые исследователи указывают на сходство культуры липован с художественным творчеством старообрядцев Ветки и Стародубья. Так, кандидат филологических наук Ю. Е. Горбунов отмечал сходство их иконографии и, в частности, присутствие у них редкого иконографического извода (Никола Отвратный).

## Репатриация
После Великой Отечественной войны в связи с острой нехваткой рабочей силы советское правительство предложило всем своим бывшим гражданам, проживающим за границей, вернуться на родину. Осенью 1947 года русские жители-липоване из двух сёл Румынии (Каменки и Серикей), отправились на пароходе «Карл Маркс» через Одессу до Астрахани. Переселенцы нашли приют в Тюменевке, из которой были депортированы калмыки. 2 ноября 1947 года на общем сходе переселенцев было решено организовать колхоз «Новая жизнь» и переименовать село Тюменевка в село Речное.